# Symfoni nr 2 (Henze)
Symfoni nr 2 av Hans Werner Henze komponerades 1949 och hade premiär 1 december samma år i Stuttgart av Sydtyska radions symfoniorkester under ledning av Hans Müller-Kray. Symfonin är tillägnad dirigenten Hermann Scherchen.

## Bakgrund
Henze började överväga en ny symfoni tidigt 1949 och skrev till Wolfgang Steinecke, organisatör av Darmstadtskolans sommarkurser för ny musik, i hopp om ett uppförande på kursen det året. Henze missade tidsfristen men en beställning från Sydtyska radion tillät honom att fortsätta och slutföra arbetet med symfonin, vilket han gjorde mellan maj och augusti. Henze dirigerade själv 1965 en inspelning av verket med Berlinfilharmonikerna.

## Struktur och stil
Till en föreställning på nyårsdagen 1961 gjordes drastiska nedskärningar i första och andra satsen. Henze hävdade senare att han "aldrig gjorde ändringar" i symfonin, men de förblev i det publicerade partituret.
Den sista satsen består av fyra delar: 1) långsam och melodisk, främst för stråkar, 2) ett marschliknande ostinato för blåsarna, 3) ett andra ostinato baserad på BACH-motivet och 4) ett avslutande allegro som citerar Bachs kantat Wie schön leuchtet der Morgenstern. Den avslutas med en coda med en avmattning i tempot och slutligen fyra fortissimo-ackord som består av alla 12 tonhöjder i den kromatiska skalan.
Henze själv sa att symfonin är "musik för en vinterdag, totalt grå och dyster".